# Luke Winkelmann
Luke Winkelmann (Blowing Rock, 10 dicembre 2000) è uno snowboarder statunitense, specializzato in slopestyle e big air.

## Biografia
Originario di Blowing Rock e attivo in gare FIS dal dicembre 2015, Luke Winkelmann ha debuttato in Coppa del Mondo il 4 febbraio 2017, giungendo 36º nello slopestyle a Mammoth Mountain. Nella stessa specialità ha ottenuto a Calgary, il 1⁰ gennaio 2022, il suo primo podio nel massimo circuito, chiudendo al terzo posto nella gara vinta dal canadese Sébastien Toutant. 
In carriera non ha mai preso parte ai Giochi olimpici invernali, né ai Campionati mondiali di snowboard.

## Palmarès

### Mondiali juniores
- 1 medaglia:
  - 1 argento (big air a Cardrona 2018)

### Coppa del Mondo
- Miglior piazzamento in classifica generale difreestyle: 14º nel 2022
- Miglior piazzamento nella Coppa del Mondo di big air: 15º nel 2020
- Miglior piazzamento nella Coppa del Mondo di slopestyle: 6° nel 2022
- 2 podi:
  - 2 terzi posti